# Kidderminster Harriers F.C.
Kidderminster Harriers F.C. er en engelsk fodboldklub i  Kidderminster, Worcestershire,  som spiller i de lavere engelske rækker.
Klubben var i nogle år ledet af tidligere spiller og Liverpoollegende Jan Mølby fra 1999–2000.
Klubben et også kendt for at have de dyreste "pies" i England.
| Fodbold | Spire Denne artikel om en fodboldklub er en spire som bør udbygges. Du er velkommen til at hjælpe Wikipedia ved at udvide den. |